# Rhizoecus cynodontis
Rhizoecus cynodontis är en insektsart som beskrevs av Green 1931. Rhizoecus cynodontis ingår i släktet Rhizoecus och familjen ullsköldlöss. Inga underarter finns listade i Catalogue of Life.